# Super Columbine Massacre RPG!
Super Columbine Massacre RPG! är ett oberoende datorspel som släpptes 2005 av Danny Ledonne. Spelet är en rollspelsparodi som baseras på skolskjutningen vid Columbine High School, som ägde rum den 20 april 1999. Det kombinerar traditionell rollspelsmekanik med en mörk och provokativ berättelse som utforskar teman kring våld, trauma och mediekultur.
I spelet spelar man Eric Harris och Dylan Klebold, de två gärningspersonerna bakom skolskjutningen. Genom spelets gång navigerar spelaren genom en serie uppdrag och interaktioner som återskapar händelserna i Columbine, vilket har lett till kraftiga debatter om moral och konst i videospel.
Spelet har fått både kritik och beröm för sitt kontroversiella ämne och dess förmåga att framkalla diskussioner om våld i samhället. Det har även varit föremål för rättsliga och etiska debatter kring spelens inverkan på kultur och psykologi. Super Columbine Massacre RPG! är ett av de mest kända exemplen på spel som utmanar normer och väcker känslor kring svåra ämnen.